# Charles Newton Cooper
Charles Newton Charlie Cooper (14 de octubre de 1893-2 de octubre de 1964) fue un diseñador de automóviles de competición británico, que como empresario fundó junto con su hijo John Cooper la empresa Cooper Car Company así como el equipo de Fórmula 1 que llevaba su nombre, que con el piloto Jack Brabham al volante ganó el campeonato mundial tanto en 1959 como en 1960.

## Primeros años
Charles Cooper nació en París, Francia, en 1893 y pasó sus primeros años en Francia y España. Era hijo de Charles Renard Cooper, un actor y director teatral británico itinerante. Su madre era franco-española y murió cuando Cooper era muy joven. Después de la muerte de su madre, el padre de Cooper trasladó a Charles, su hermana gemela Judy y a su hermana mayor Lettie de regreso a su país natal y estableció la casa familiar en Malden.
Al salir de la escuela, Charles Cooper fue contratado como aprendiz en los talleres de ingeniería de Napier & Son en Acton. Sería durante su permanencia en la fábrica de Napier cuando Cooper tuvo su primera experiencia en el deporte del motor, trabajando en los coches de carreras y de récord del director de la compañía y piloto pionero Selwyn Edge. Poco después de completar su aprendizaje, estalló la Primera Guerra Mundial. Gran Bretaña entró en la guerra el 3 de agosto de 1914, y solo tres semanas después Cooper se alistó en la Royal Army Service Corps. Estuvo en servicio activo durante toda la guerra, reponiéndose en su domicilio después de un ataque con gases alemán durante la captura de Valenciennes a finales de 1918, solo unas semanas antes de la firma del Armisticio del 11 de noviembre de 1918.

## Años de entreguerras

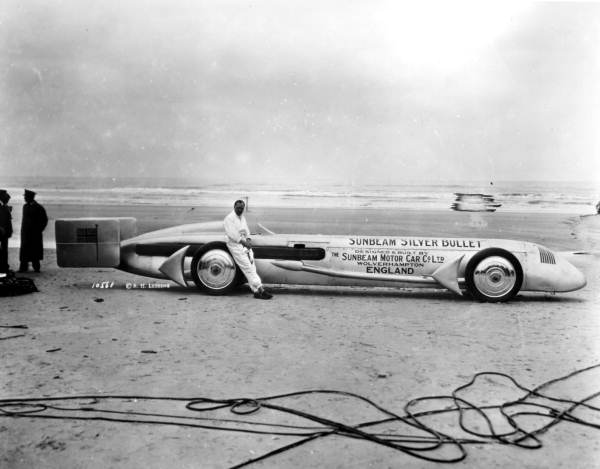
Kaye Don posa junto al Silver Bullet en Daytona Beach (1930)

Durante el transcurso de la guerra, Cooper había acumulado una considerable experiencia en mecánica práctica, además de formación en ingeniería. Después de un breve período dedicado a reacondicionar motocicletas excedentes de guerra por su cuenta, en 1919 decidió montar su propio garaje. Compró un terreno en Ewell Road en Surbiton, cerca de la casa de su familia, y creó el negocio que formaría la base de su éxito futuro. Se casó con Elsie Paul en 1922 y al año siguiente nació su hijo, John Cooper.
Durante los primeros años posteriores a la Gran Guerra, el interés de Cooper por las motocicletas y los deportes de motor lo puso en contacto con otro piloto pionero que batió récords, Kaye Don. Cooper se convirtió gradualmente en una parte clave del equipo de carreras de Don. Además de mantener el variado grupo de coches MG y Bugatti de Don, que competían regularmente en Brooklands, Cooper también participó en la preparación y puesta a punto del Sunbeam Silver Bullet, destinado a batir en 1930 el récord de velocidad en tierra con Don al volante. En su tiempo libre, Cooper construyó un automóvil en miniatura para su hijo de nueve años, con un chasis y carrocería hechos a medida, propulsado por un motor de motocicleta de 175 cm³ (10,7 plg³). Él mismo construyó un avión ligero "Flying Flea" a partir de los planos publicados en la revista Practical Mechanics, y en 1936 construyó un segundo coche especial para John, ahora en sus primeros años de adolescencia, esta vez basado en un Austin 7.
Las conexiones de Cooper en Brooklands más tarde se convirtieron en una asociación con el corredor de Alfa Romeo Ginger Hamilton. Con la ayuda de Hamilton, Cooper trasladó en 1934 su negocio a unas nuevas instalaciones a una milla de distancia. El nuevo garaje y concesionario de Vauxhall Motors que Cooper construyó en un terreno baldío detrás del 243 de Ewell Road, que se abría a Hollyfield Road, se convertiría en el corazón de la actividad de Cooper durante sus años de gloria.

## Después de la Segunda Guerra Mundial
Durante los años de la guerra, Cooper mantuvo su negocio a flote dando servicio a camiones de bomberos. Sin embargo, cuando John y su amigo Eric Brandon regresaron de su servicio militar en tiempos de guerra en 1946, decidieron usar las instalaciones del garaje de los Cooper para construirse un coche de carreras especial con motor de 500 cm³ (30,5 plg³) según las regulaciones nacionales recientemente emitidas. Este proyecto se convirtió en el pilar del negocio de Charles Cooper durante el resto de su vida.
Juntos, los Cooper idearon un diseño simple pero efectivo, combinando suspensión totalmente independiente, un chasis de escalera liviano y un potente motor de motocicleta monocilíndrico JAP (disponible gracias a los contactos de Cooper desde sus días de reparación de motocicletas). El coche de 500 cc de John, seguido rápidamente por un segundo ejemplar construido para Brandon, demostró ser altamente competitivo y generó una avalancha de personas interesadas deseosas de comprar una réplica para su propio uso. En 1948, los Cooper y Brandon fabricaron una primera serie de doce coches Cooper 500 (el Mark II o T5) para venderlos al público, a un precio de poco más de 500 libras esterlinas. Entre los primeros compradores se encontraba un joven Stirling Moss, que luego protagonizaría una exitosa carrera internacional en Fórmula 1. Impulsado por Spike Rhiando, los Cooper también produjeron una versión mejorada capaz de alojar un motor más grande, un JAP bicilíndrico en V de 1000 cm³ (61,0 plg³).

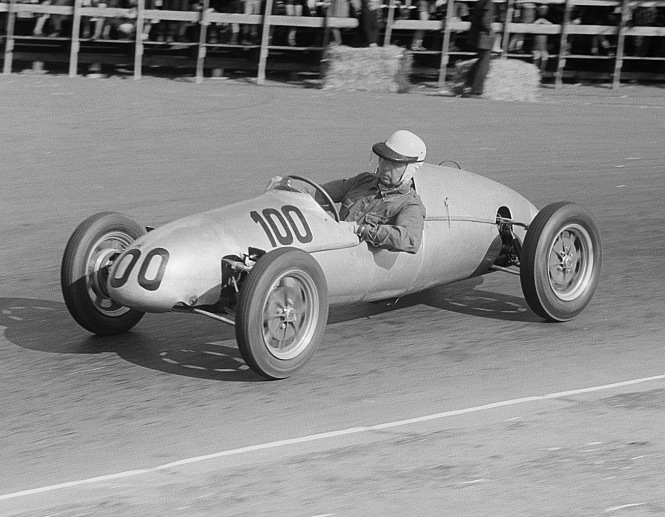
Theo Helfrich conduciendo su nuevo Cooper 500 Mark VIII en 1954

En 1948, los pilotos de Cooper obtuvieron numerosas victorias en su clase, victorias absolutas y tiempos más rápidos, y la demanda creció. De vez en cuando, en estos primeros años, el propio Cooper conducía uno de sus coches en algunas competiciones. Aunque por lo general terminaba muy lejos del podio, le quedaba el consuelo de que por lo general la mayoría de los coches que terminaban por delante llevaban la insignia de Cooper. Los Cooper continuaron refinando y mejorando sus coches 500 y 1000 durante la década siguiente, con la demanda impulsada aún más por la elegibilidad del 500 para las reglas internacionales de Fórmula 3 introducidas en 1950. El piloto estadounidense Harry Schell incluso inscribió un Cooper 1000, equipado con un motor ampliado de 1100 cm³ (67 plg³) en el Gran Premio de Mónaco de 1950 de Fórmula 1. En 1951, la Cooper Car Company, como se llamaba por entonces, fabricó 60 unidades de la versión Mark V de sus coches de carreras y había comenzado a pensar en construir vehículos más grandes.
Durante los años siguientes, los Cooper y su nuevo diseñador jefe, Owen Maddock, produjeron coches para muchas otras series. Los Cooper Bristol de Fórmula 2 obtuvieron algunos éxitos, particularmente con Mike Hawthorn al volante, y el deportivo Cooper Bob-tail fue a menudo imbatible. El piloto de carreras australiano y en algún momento mecánico Jack Brabham se unió al equipo de trabajo de Cooper a mediados de la década de 1950, y gracias a su impulso y ambición, Cooper rápidamente comenzó a producir coches que podían competir al más alto nivel. Este proceso culminó con Brabham ganando el Campeonato Mundial de Pilotos de Fórmula 1 en 1959 y 1960, con la marca Cooper llevándose los títulos del Campeonato Mundial de Constructores.
En este tiempo, aunque su hijo John fue el representante de Cooper y el gerente del equipo de trabajo, Charles, como director gerente, brindó una mano firme y una perspicacia comercial sólida que mantuvo a la compañía financieramente estable. Después de varios años de salud en declive, Charles Cooper murió a finales de 1964, poco menos de dos semanas antes de cumplir 71 años. John descubrió que no podía mantener al equipo en marcha por sí mismo y lo vendió menos de un año después.

## Legado
- Aunque nunca volvieron a alcanzar las alturas de un campeonato mundial, los innovadores vehículos de los Cooper con motor trasero central y tracción trasera dejaron una influencia duradera en el diseño de los coches de carreras. Antes de 1959, todos los campeones del mundo de Fórmula 1 habían conducido coches con motor delantero; pero desde 1959 ningún coche con motor delantero ha vuelto a ganar el Campeonato del Mundo.